# Cakka Nuraga
Cakka Kawekas Nuraga (Tangerang, 18 de agosto de 1998), es un cantante, guitarrista y músico indonesio. Empezó a cantar cuando tenía unos ocho años de edad, más adelante comenzó su carrera musical interpretando temas musicales para jingles publicitarios y participó el concurso musical televisivo Idola Cilik en su natal Indonesia. El estilo musical que Cakka interpreta, es una fusión de géneros musicales como el pop, rock y blues. Desde 2012 integra el dúo The Finest Tree junto a Elang Nuraga. Señala al músico, cantante y compositor, John Mayer, como uno de sus principales fuentes de inspiración y razones de su pasión por la música.

## Discografía

### Sencillos
| Año  | Canción                                                    | Álbum                                 | Notas                        |
| ---- | ---------------------------------------------------------- | ------------------------------------- | ---------------------------- |
| 2008 | Gosok Gigi di Malam Hari                                   | Pepsodent Nightbrushing Campaign      | Solista (para Jingles)       |
| 2008 | Lihat Gigi Sehatku                                         | Pepsodent Nightbrushing Campaign      | Solista (para Jingles)       |
| 2008 | Kuman                                                      | Pepsodent Nightbrushing Campaign      | Solista (para Jingles)       |
| 2009 | Bukan Superstar                                            | Album Compilation Gapai Mimpimu       | All Finalists                |
| 2009 | Theme Song “Idola Cilik”                                   | Album Compilation Gapai Mimpimu       | All Finalists                |
| 2009 | Kepompong                                                  | Album Compilation Gapai Mimpimu       | Top 10 Idola Cilik 2         |
| 2009 | Bersatulah Indonesia                                       | Single Bersatulah Indonesia           | Star Media Nusantara Artists |
| 2010 | Bertahanlah                                                | Free Single (Merapi Eruption)         | feat Elang Nuraga            |
| 2011 | Cinta Allah, Cinta Sejati                                  | Single Ramadhan                       | Star Media Nusantara Artists |
| 2012 | Melebur Beda                                               | Main Soundtrack Cinta Tapi Beda Movie | The Finest Tree              |
| 2013 | Selamat Datang                                             | Special Project                       | The Finest Tree              |
| 2014 | kau dan Aku                                                | The Finest Tree                       | Single                       |
| 2015 | lihat Cahaya (Versión de "I See the Light" de Mandy Moore) | We Love Disney                        | Single                       |
| 2015 | sedikit Waktu                                              | The Finest Tree                       | Single                       |
| 2017 | tolong Lepaskan                                            | The Finest Tree                       | Single                       |

### Álbum
- Hijau The Finest Tree (2012) como miembro de The Finest Tree.

## Filmografía
- Dewi (2009) como Little Andre

## Ads
- Filler Dettol
- Tulipware Catalog